# Selección de voleibol sub-20 de la Unión Soviética
La selección de voleibol sub-20 de la Unión Soviética representó a la Unión Soviética en competencias internacionales de voleibol masculino y partidos amistosos menores de 20 años y fue gobernado por la Federación de Voleibol de la Unión Soviética, que era miembro de la Federación Internacional de Voleibol (FIVB) y también forma parte de la Confederación Europea de Voleibol (CEV).

## Participaciones

### Campeonato Mundial
| Año   | ´Pos.            |
| ----- | ---------------- |
| 1989  | Medalla de plata |
| 1991  | Medalla de plata |
| Total | 2/2              |

El equipo nacional masculino de voleibol sub-20 de la Unión Soviética no compitió en ningún campeonato juvenil europeo porque el equipo se disolvió a fines de 1991 antes de que se celebrara el primer campeonato juvenil europeo en 1995.